# Grands Moulins
Les Grands Moulins sont un sommet de France situé en Savoie, dans la chaîne de Belledonne, à 2 495 mètres d'altitude, au-dessus du val Gelon et de la combe de Savoie au nord-ouest et de la Maurienne à l'est. 

## Tourisme
Accessible par un sentier de randonnée sur son adret, il est contourné à l'ouest par le sentier de grande randonnée 738.
Sur sa crête descendant en direction du nord-ouest, la Grande Montagne d'Arvillard, se trouve Val Pelouse, une ancienne station de sports d'hiver.